# UNICEF Open 2011
L'UNICEF Open 2011 è stato un torneo di tennis giocato sull'erba. È stata la 22ª edizione dell'UNICEF Open, fino al 2009 noto come Ordina Open, facente parte della categoria ATP World Tour 250 series nell'ambito dell'ATP World Tour 2011, e della categoria International nell'ambito del WTA Tour 2011. È stato un evento combinato sia maschile che femminile, e si è giocato all'Autotron park di 's-Hertogenbosch, nei Paesi Bassi, dall'11 a 17 giugno 2011.

## Partecipanti ATP

### Teste di serie
| Giocatore         | Nazionalità | Ranking* | Testa di serie |
| ----------------- | ----------- | -------- | -------------- |
| Nicolás Almagro   | Spagna      | 15       | 1              |
| Marcos Baghdatis  | Cipro       | 32       | 2              |
| Xavier Malisse    | Belgio      | 40       | 3              |
| Ivan Dodig        | Croazia     | 43       | 4              |
| Marcel Granollers | Spagna      | 46       | 5              |
| Jarkko Nieminen   | Finlandia   | 50       | 6              |
| Pablo Cuevas      | Uruguay     | 52       | 7              |
| Adrian Mannarino  | Francia     | 54       | 8              |

- Le teste di serie sono basate sul ranking al 6 giugno 2011.

### Altri partecipanti
I seguenti giocatori hanno ricevuto una wild card:
- Marcos Baghdatis
- Jesse Huta Galung
- Javier Martí

I seguenti giocatori sono passati dalle qualificazioni:

- Arnaud Clément
- Alejandro Falla
- Konstantin Kravčuk
- Ludovic Walter

## Partecipanti WTA

### Teste di serie
| Giocatrice         | Nazionalità | Ranking* | Testa di serie |
| ------------------ | ----------- | -------- | -------------- |
| Kim Clijsters      | Belgio      | 2        | 1              |
| Svetlana Kuznecova | Russia      | 12       | 2              |
| Yanina Wickmayer   | Belgio      | 18       | 3              |
| Flavia Pennetta    | Italia      | 21       | 4              |
| Dominika Cibulková | Slovacchia  | 23       | 5              |
| Marija Kirilenko   | Russia      | 26       | 6              |
| Roberta Vinci      | Italia      | 30       | 7              |
| Klára Zakopalová   | Rep. Ceca   | 34       | 8              |

- Le teste di serie sono basate sul ranking al 6 giugno 2011.

### Altre partecipanti
Le seguenti giocatrici hanno ricevuto una wild card:
- Kirsten Flipkens
- Laura Robson
- Kiki Bertens

Le seguenti giocatrici sono passate dalle qualificazioni:

- Akgul Amanmuradova
- Romina Oprandi
- Arantxa Rus
- Alison van Uytvanck

## Campioni

### Singolare maschile
Dmitrij Tursunov ha battuto in finale  Ivan Dodig per 6–3, 6–2
- È il 1º titolo dell'anno per Dmitrij Tursunov ed il 7° della sua carriera.

### Singolare femminile
Roberta Vinci ha battuto in finale  Jelena Dokić per 6–7, 6–3, 7-5
- È il 2º titolo dell'anno per Roberta Vinci ed il 5° della sua carriera.

### Doppio maschile
Daniele Bracciali /  František Čermák hanno battuto in finale  Robert Lindstedt /  Horia Tecău per 6–3, 2–6, [10–8]

### Doppio femminile
Barbora Záhlavová-Strýcová /  Klára Zakopalová hanno battuto in finale  Dominika Cibulková /  Flavia Pennetta per 1–6, 6–4, [10–7]